# Жіночий монастир
Жіночий монастир — жіноча релігійна громада. Члени громади називаються черницями або монахинями та ведуть аскетичний спосіб життя, проживають разом за правилами і нормами монастирського статуту. Крім того, монастир — комплекс культових споруд, житлових та господарчих приміщень, що обнесені огорожею. У багатьох релігіях — основна форма організації чернецтва. У християнстві поява жіночих монастирів датується III–IV століттями. У Київській Русі з'явилися після хрещення (988–989). У період феодалізму сприяли поширенню культури: писали літописи, організовували школи та друкарні.